# Tayeb Berramla
Tayeb Berramla (en arabe : طيب برملة), est un footballeur algérien né le 6 janvier 1985 à Oran. Il évoluait au poste de milieu offensif à l'ASM Oran.

## Biographie
Il fait ses débuts sous le maillot de l'ASM Oran dont il a été capitaine. Il a joué par la suite à la JS Kabylie, MC Oran, MC Alger, RC Relizane avant de rejoindre à nouveau le MC Oran lors de l'intersaison 2016. Il rejoint en 2017 la JSM Skikda.
Il est le cousin de Hadj Berramla, ancien arbitre international, actuellement contrôleur des arbitres à la ligue Occitanie de football (France).

## Palmarès
- Champion d'Algérie en 2008 avec la JS Kabylie.
- Vice-champion d'Algérie en 2009 avec la JS Kabylie.
- Accession en Ligue 1 en 2006 avec l'ASM Oran.
- Accession en Ligue 1 en 2015 avec le RC Relizane.
- Accession en Ligue 2 en 2014 avec le RC Relizane.